# Stay with the Hollies
Stay with the Hollies är den brittiska musikgruppen The Hollies första album, utgivet 1 januari 1964 på Parlophone. Det är i huvudsak ett album med covers, "Little Lover" är den enda egna kompositionen av Graham Nash och Allan Clarke.
Ett album med samma namn, men med en olik låtlista lanserades av Capitol 6000 i Kanada i juli 1964. Ytterligare en version av albumet släpptes i USA av Imperial Records under namnet Here I Go Again.

## Låtlista
Sida 1
1. "I'm Talking About You" (Chuck Berry) – 2:09
2. "Mr. Moonlight" (Roy Lee Johnson) – 2:05
3. "You Better Move On" (Arthur Alexander) – 2:46
4. "Lucille" (Albert Collins, Little Richard) – 2:27
5. "Baby Don't Cry" (Tony Hiller, Perry Ford) – 2:06
6. "Memphis" (Chuck Berry) – 2:34
7. "Stay" (Maurice Williams) – 2:13

Sida 2
1. "Rockin' Robin" (Roger Thomas) – 2:17
2. "Whatcha Gonna Do 'Bout It" (Doris Payne, Gregory Carroll) – 2:20
3. "Do You Love Me" (Berry Gordy Jr.) – 2:10
4. "It's Only Make Believe" (Conway Twitty, Jack Nance) – 3:13
5. "What Kind of Girl are You" (Ray Charles) – 3:03
6. "Little Lover" (Graham Nash, Allan Clarke) – 1:58
7. "Candy Man" (Beverly Ross, Fred Neil) – 2:28

## Låtlista (Here I Go Again)
Sida 1
1. "Here I Go Again" (Mort Shuman, Clive Westlake) – 2:19
2. "Stay" – 2:13
3. "Lucille" – 2:27
4. "Memphis" – 2:34
5. "You Better Move On" – 2:46
6. "Talkin' 'bout You" – 2:09

Sida 2
1. "Just One Look" (Gregory Carroll, Doris Payne) – 2:31
2. "Keep Off That Friend of Mine" (Bobby Elliott, Tony Hicks) – 2:10
3. "Rockin' Robin" – 2:17
4. "Do You Love Me" – 2:10
5. "What Kind of Girl Are You" – 3:03
6. "It's Only Make Believe" – 3:13

## Medverkande
The Hollies
- Allan Clarke – sångare
- Eric Haydock – basgitarr
- Tony Hicks – sång, sologitarr
- Graham Nash – sång, rytmgitarr
- Bobby Elliott – trummor

Bidragande musiker
- Don Rathbone – trummor på "Little Lover", "(Ain't That) Just Like Me" och "Searchin'"